# ThinkPad

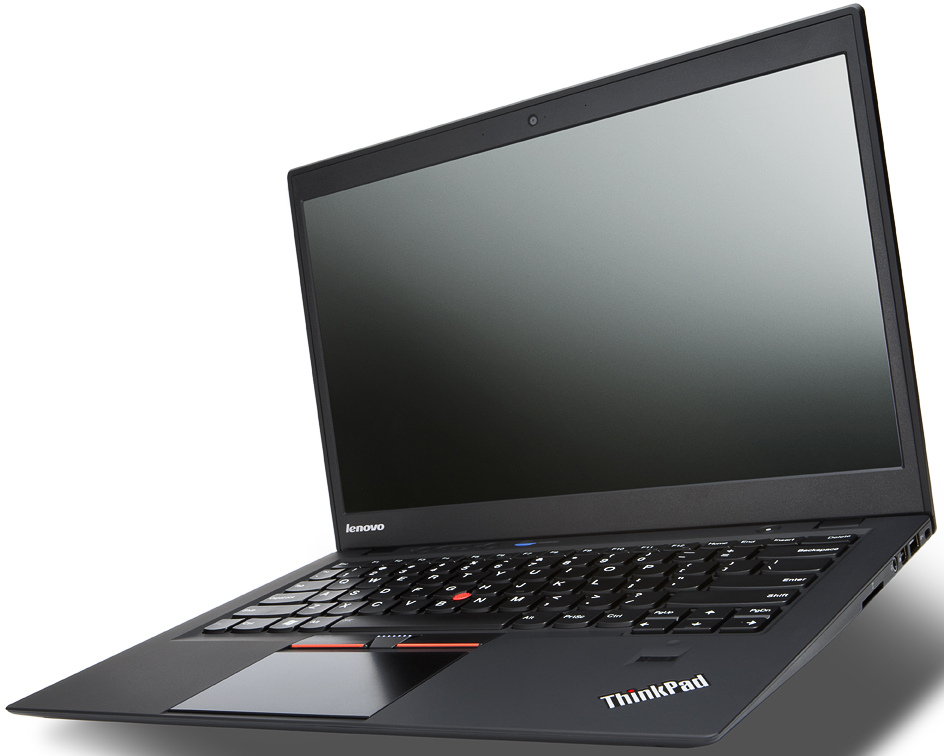
Lenovo ThinkPad X1 Carbon (2013)

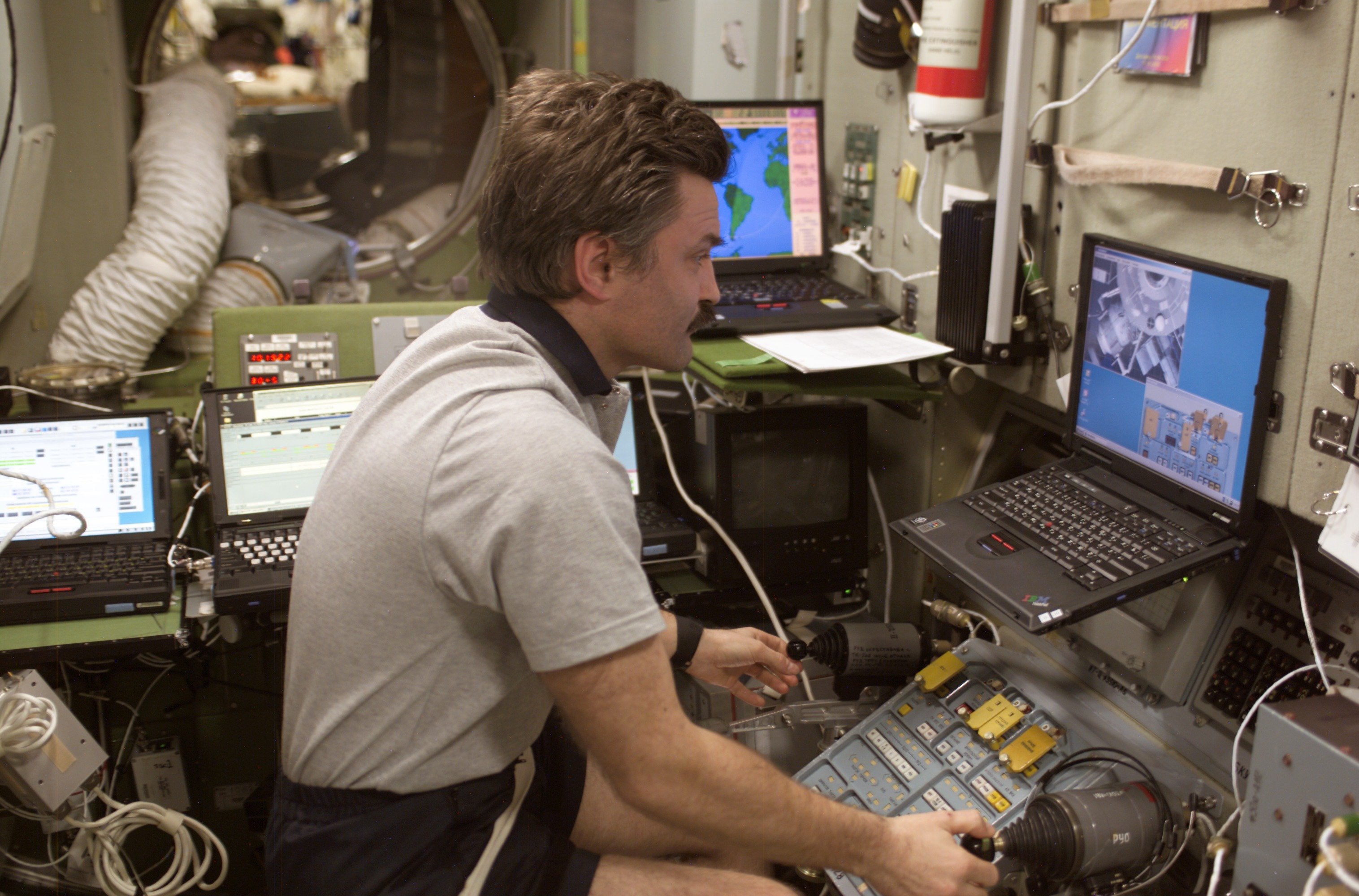
ThinkPads aan boord van het internationaal ruimtestation (ISS).

ThinkPad is een productlijn van laptopcomputers en tablets gericht op de zakelijke markt. 
ThinkPads staan bekend om hun minimalistische, zwarte en vierkante uiterlijk, ontworpen in 1990 door industrieel ontwerper Richard Sapper, gebaseerd op het concept van een traditionele Japanse bentō-lunchbox of een sigarendoos, die een 'verrassing' biedt wanneer het wordt geopend.
De ThinkPad-lijn werd ontwikkeld door IBM in Japan, onder leiding van Arimasa Naitoh, die de "vader" van ThinkPad wordt genoemd. De eerste ThinkPads werden uitgebracht in oktober 1992. Lenovo nam de productlijn in 2005 over van IBM.
ThinkPads worden gebruikt aan boord van het internationaal ruimtestation (ISS).